# Anse-d'Ainault
Anse-d'Ainault, in creolo haitiano Ansdeno, è un comune di Haiti, capoluogo dell'arrondissement omonimo nel dipartimento di Grand'Anse.